# Kenas Aroi
Kenas Aroi (17 de abril de 1942 - 22 de janeiro de 1991) foi uma figura política nauruana. Foi Presidente da República de Nauru de 17 de agosto a 12 de dezembro de 1989.
Aroi foi membro do Parlamento de Nauru e Presidente do Parlamento de Nauru de janeiro de 1971 a janeiro de 1977.

## Presidente de Nauru
Com o apoio de Kennan Adeang, como Hammer DeRoburt foi apanhado numa situação militar, Aroi tornou-se presidente em 17 de agosto de 1989, enquanto Adeang tornou-se ministro das finanças. Durante o seu mandato presidencial, Aroi enfrentou problemas de saúde e, após um derrame em novembro de 1989, não concorreu às eleições de dezembro daquele ano. Ele foi sucedido no dia 12 de dezembro de 1989 por Bernard Dowiyogo.
Kenas Aroi morreu em janeiro de 1991.